# Batalla de Tettenhall
La batalla de Tettenhall (a veces mencionada en algunas fuentes como batalla de Wodansfield [Wōdnesfeld]) fue un conflicto armado que según la crónica anglosajona tuvo lugar cerca de Tettenhall, el 5 de agosto de 910. Las fuerzas aliadas de los reinos de Mercia y Wessex se enfrentaron a los vikingos del reino de Northumbria. Los anglosajones obtuvieron una gran victoria sobre la, hasta entonces, mayor fuerza armada enviada desde Dinamarca, para devastar Inglaterra.

## Historia
Los vikingos estaban envalentonados por las exitosas incursiones en diversos rincones del noroeste de Inglaterra, sobre todo en Northumbria, territorio que dominaron y estaba bajo su control. El centro de Inglaterra resistió a las embestidas, gracias a Alfredo el Grande y su hijo Eduardo el Viejo que siguió la política ofensiva de su padre contra los extranjeros. Eduardo se alió con Mercia que estaba bajo el gobierno de su hermana Æthelfleda, y ambos formaron un formidable ejército que durante cinco semanas estuvieron combatiendo al reino de Lindsey (909), y capturaron las reliquias del santo Oswaldo de Bernicia.
En 910, los reyes de Danelaw reunieron una flota y transportaron un ejército por el río Severn, hacia el corazón de Mercia. Allí comenzaron a devastar y saquear el territorio, obteniendo una gran riqueza, pero rápidamente se retiraron hacia el norte para evitar su captura en territorio hostil. Los vikingos sabían que Eduardo estaba organizando una flota en Kent y esperaban que no tuviera capacidad de reacción, pero para su sorpresa la alianza con los mercianos tuvo un efecto inesperado y rápidamente rodearon a los vikingos incursores que se vieron bloqueados en Bridgnorth por el ejército aliado. Sin salida aparente, no tuvieron más opción que dar batalla.
Las crónicas contemporáneas no ofrecen detalles de las maniobras militares empleadas en la batalla, pero es evidente que la alianza destrozó al ejército vikingo e infligió graves pérdidas cuando se mencionan «miles de hombres» muertos, en referencia a los daneses. Imposibilitados para la retirada, los reyes que encabezaban a los vikingos murieron en el campo de batalla y sus cuerpos abandonados a merced de las bestias.

## Consecuencias
Con las bajas danesas en el norte, los ejércitos de Wessex y Mercia pudieron enfocar su ofensiva hacia los vikingos del sur. La batalla de Tettenhall fue la mayor derrota de un ejército vikingo acostumbrado al saqueo y la rapiña, confiado de su buena suerte y poder militar. Las alianzas anglosajonas siguieron su curso, uniendo su nobleza bajo una corona común, y frenando la expansión vikinga de forma más o menos permanente. No obstante, el vacío de poder en el norte y la desbandada danesa, provocó que la dinastía hiberno-nórdica de los Uí Ímair fijase su atención en Northumbria y Jórvik, abriendo otro capítulo de conquista vikinga procedente en esta ocasión de Dublín.